# Заречная, Софья Абрамовна
Софья Абрамовна Заречная (настоящая фамилия Кочановская; 16 декабря 1887, Одесса — 1967) — русская писательница, драматург.

## Биография
Окончила Высшую школу социальных наук в Париже в 1904 году. С 1910 года публиковала рассказы, стихи и рецензии в периодической печати. Многие произведения относятся к жанру художественной биографии.
С. А. Заречная — автор пьес «Здравствуй, солнце» (1911), «Грёзы старого замка» (1913), «Невидимая империя» (кинороман, 1929), «На земле» (по очеркам В. Франка «Евреи на земле», 1930), «Безумный год» (о революции 1848 года, 1935), «Казачок графа Моркова» о художнике В. А. Тропинине (1937, также одноимённая повесть для детей), «Квартет» (литмонтаж, 1937), «Сокровища за тремя печатями» (для театра кукол, 1939), «Весёлый ситец» (1940), «Предшественник» (1949), «Преобразователь жизни» («Мечта», по  Н. Г. Чернышевскому, 1950), «Новые люди» (1952) по роману Н. Г. Чернышевского «Что делать?», «Ослушный час» (о Н. Г. Чернышевском, 1953), а также романов «Дети декабристов» (1927), «Предшественник» (1950), «Подвиг поколения» (1963), «Повесть о семи днях» (1963), «Трагедия русского Антея» (1966), книг для детей. Две книги были переведены на китайский язык (1951, 1954).
В 1958 году принята в члены Союза писателей.

## Книги
- Здравствуй, солнце. Пьеса в 4-х действиях. М.: Театральная библиотека Вейхель, 1911.
- Грёзы старого замка. Фантазия в 1-м действии. СПб: Издательство журнала «Театр и искусство», 1913.
- Дети декабристов. М., изд. Мириманова, 1927.
- Казачок графа Моркова. М., изд. Мириманова, 1928
- На широкий простор. По Днепру. М., 1929
- Пожар в лесу. М., 1929
- Черная шаманка. М., 1929
- И матери, и ребенку лучше. М., 1930
- Ребенок в крестьянской семье. М., 1930
- Спаситель... М., 1929, 1930
- Чёрный Том и белая Мэри. М., 1930
- Дети в колхозе. М.-Л., ГИЗ, 1931
- Казачок графа Моркова. Пьеса в 4-х действиях. М.: Искусство, 1937.
- Мудрые руки. Куйбышев: ОГИЗ, 1942.
- Орлёнок (повесть о партизане Шуре Чекалине). М.: Государственное издательство детской литературы, 1942.
- Горячее сердце (повесть о Герое Советского Союза З. А. Космодемьянской). М.-Л.: Детгиз, 1942. — 48 с.
- На поле битвы. Куйбышев: ОГИЗ- Государственное издательство художественной литературы, 1942.
- На поле битвы. М., Гослитиздат, 1942.
- О трех воспитателях. М., 1945
- Предшественник. М., Московский рабочий, 1950
- Ивонна и её друзья. М.: Детская литература, 1954. — 216 с., 30 000 экз.
- Предшественник: роман в двух книгах. М.: Советский писатель, 1957. — 688 с., 15 000 экз.
- Повесть о семи днях. М.: Госполитиздат (Государственное издательство политической литературы), 1963., 80 с., 80 000 экз.
- Подвиг поколения (роман). М.: Советский писатель, 1963. — 520 с.,30 000 экз.
- Казачок графа Моркова. М., Детская литература, 1968.
- Казачок графа Моркова (историческая повесть для младшего школьного возраста). М.: Детская литература, 1982.